# Хронологія винаходів людства

## Кам'яна доба
- 2,4 млн років тому: обробка каменю в Африці
- 1,65 млн років тому: кам'яна сокира, Кенія
- 790 тис. років тому: Homo erectus або Homo ergaster підкорили вогонь в Африці
- 500 тис. років тому: пошиття одягу
- 400 тис. років тому: фарба на теренах Замбії, спис на теренах Німеччини
- 100 тис. років тому: кам'яний ніж в Африці та на Близькому Сході
- 60 тис. років тому: човни, використовувались населенням Нової Гвінеї
- 50 тис. років тому: олійна лампа, флейта на теренах Словенії, лук і стріли (знахідки в Тунісі)
- 43 тис. років тому: гірництво на теренах Есватіні та Угорщини
- 37 тис. років тому: лічильні палички, Есватіні
- 30 тис. років тому: швейна голка з риб'ячої кістки
- 26 тис. років тому: кераміка на теренах Моравії
- 25 тис. років тому: атлатль в північно-західній Африці
- 15 тис. років тому: бумеранг в Австралії
- 13 тис. років тому: гончарство, Дзьомон, Японія
- 12 тис. років тому: гарпун на теренах Франції

## 10-те тисячоліття до н. е
- Землеробство, вирощування злаків в Месопотамії
- будівництво житла з глини на Близькому Сході
- рибальська сіть на берегах Середземномор'я
- 9 500-ті роки до н. е.: зерносховище в долині річки Йордан.

## 9-те тисячоліття до н. е
- Найдавніше місто на планеті — Єрихон
- 8 700-ті рік до н. е.: обробка металу (мідна підвіска з Месопотамії)

## 8-ме тисячоліття до н. е
- Скотарство (вівці, кози) на Близькому Сході та в Ірані
- штукатурка в Єрихоні

## 7-ме тисячоліття до н. е
- Лляна тканина, ткацтво
- алкогольні напої в Китаї та на Близькому Сході
- 6 200-ті роки до н. е.: мапа, Чатал-Гьоюк, Туреччина

## 6-те тисячоліття до н. е
- Колесо
- плуг в Межиріччі
- перше місто, обнесене муром — Єрихон
- пиляння, свердління і шліфування каменя — трипільська культура?[1]
- меліорація, Родючий Півмісяць

## 5-те тисячоліття до н. е
- Прядка і ткацький верстат
- вітрило і корабель з двоногою щоглою
- пиво й хліб, колесо й вісь у Межиріччі
- 4 000-ті роки до н. е.: штучні канали в Межиріччі, папірус у Стародавньому Єгипті

## 4-те тисячоліття до н. е
- Віз у Шумері
- шовк у Китаї
- цемент та річковий човен у Стародавньому Єгипті
- 3 800-ті роки до н. е.: мощені дороги, Англія
- 3 500-ті роки до н. е.: фанера в Стародавньому Єгипті
- 3 300-ті роки до н. е.: писемність — клинопис в Шумері
- 3 100-ті роки до н. е.: писемність — ієрогліфи у Стародавньому Єгипті

## 3-тє тисячоліття до н. е
- Ієрогліфи в Китаї
- бронза
- важіль
- оформилось скотарство[1]
- 2 800-ті роки до н. е.: мило в Вавилоні, ґудзик в долині річки Інд
- 2 600-ті роки до н. е.: давньоєгипетські піраміди, каналізація в долині річки Інд
- 2 500-ті роки до н. е.: туалети зі спуском води в долині річки Інд
- 2 400-ті роки до н. е.: суднобудівна верф в долині річки Інд
- 2 200-ті роки до н. е.: глиняні карти у Вавилоні
- 2 100-ті роки до н. е.: астрономічні спостереження та сферична геометрія у Вавилоні
- 2 000-ті роки до н. е.: універсальні грошові знаки обміну товарів, сани в Скандинавії, абетка та свічка в Стародавньому Єгипті, критська писемність

## 2-ге тисячоліття до н. е
- Скло й клепсидра — водяний годинник у Стародавньому Єгипті
- каучук у Центральній Америці
- колісниця на колесах із спицями у передньоазійських народів
- дзвін в Китаї
- шахи в Індії

## 1-ше тисячоліття до н. е
- Арка в будівництві, Греція
- 1500 до н. е. ÷ 1000 до н. е. — опанування техніки їзди верхи[1]

### VII століття до н. е.
- Монети в Лідії

### VI століття до н. е.
- Зубний протез в Етруській цивілізації

### V століття до н. е.
- Катапульта в Сиракузах (Сицилія)

### IV століття до н. е.
- Компас у Китаї
- гвинт Архіта Тарентського в Елладі

### III століття до н. е.
- Арбалет у Китаї
- важіль та поліспаст (система блоків) Архімеда
- одометр Герона Александрійського в Елладі
- опіум

### II століття до н. е.
- Астролябія Гіппарха
- пергамент в Пергамі

### I століття до н. е.
- Склодувна справа в Сирії
- 87 рік до н. е.: антикитерський обчислювач на базі багатоступінчастого редуктора (з використанням диференціала) у Греції

## Перше тисячоліття н. е
- Гравюра на дереві, порцеляна у Китаї
- прядильне колесо в Китаї або Індії

### I століття
- Прототип парової машини, Герон Александрійський
- кормове кермо на суднах у Китаї

### II століття
- Стремено в Індії
- 105 рік: папір — Цай Лунь

Виготовлення паперу за Цай Лунем.

- 132 рік: простий сейсмометр — Чжан Хен

### III століття
- Одноколісна тачка — Чжоуге Лян з Китаю[2]
- підкова в Німеччині

### IV століття
- Стремено за часів династії Цзінь у Китаї.
- зубна паста в Римському Єгипті

### VII століття
- Відвал плуга в Східній Європі
- вітряний млин в Персії
- 673 рік: грецький вогонь — Каліник із Геліополя

### IX століття
- Димний (чорний) порох в Китаї[3]
- 852 рік: парашут — Армен Фірман, Кордовський халіфат

### X століття
- Сідло в степовій смузі Євразії

## Друге тисячоліття н. е

### XI століття
- 1040 рік: друкарський верстат з рухомими літерами — Бі Шен з Китаю
- 1050 рік: арбалет у Франції

### XII століття
- 1128 рік: гармата в Китаї

### XIII століття
- 1232 рік: некеровані реактивні снаряди класу «земля — земля» застосовані Китаєм в бою з монголами
- 1249 рік: порох — Роджер Бекон
- 1280 рік: окуляри в Італії

### XIV століття
- Гуталін в Росії[4]
- 1335 рік: механічний годинник в Мілані

### XV століття
- Аркебуза і рушниця в Європі
- 1450 рік: алфавітний друкарський верстат з рухомими літерами — Йоганн Гутенберг
- 1451 рік: розсіювальна лінза для окулярів — Микола Кузанський
- 1480 рік: парашут — Леонардо да Вінчі

### XVI століття
- Мушкет у Європі
- олівець в Англії

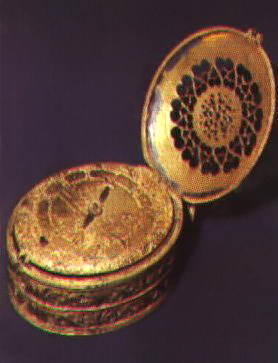
Кишеньковий годинник Пітера Хенляйна

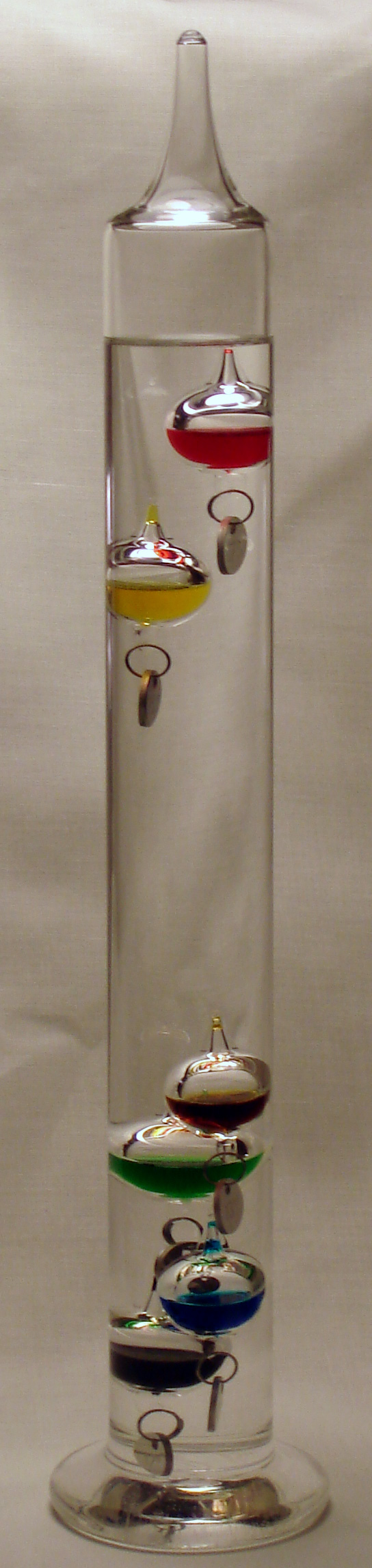
Термоскоп Галілео Галілея

- 1510 рік: кишеньковий годинник — Пітер Хенляйн
- 1540 рік: діетиловий етер — Валеріус Кордус
- 1576 рік: корабель-броненосець — Ода Нобунаґа
- 1581 рік: маятник — Галілео Галілей
- 1587 рік: підзорна труба — Галілео Галілей
- 1589 рік: ткацький верстат — Вільям Лі
- 1590 рік: мікроскоп — Захарій Янсен
- 1593 рік: термометр — Галілео Галілей

### XVII століття
- 1608 рік: телескоп — Ганс Ліпперсгей
- 1609 рік: мікроскоп — Ганс Ліпперсгей, Захарій Янсен
- 1620 рік: логарифмічна лінійка — Вільям Отред
- 1623 рік: автоматичний калькулятор — Вільгельм Шиккард
- 1642 рік: механічний цифровий лічильний пристрій (арифмометр) — Блез Паскаль
- 1643 рік: барометр — Еванджеліста Торічеллі
- 1645 рік: вакуумний насос — Отто фон Ґеріке
- 1650 рік: повітряний насос — Отто фон Ґеріке
- 1655 рік: перший ртутний термометр
- 1657 рік: маятниковий годинник[en]— Хрістіан Гюйгенс
- 1660 рік: електрична машина — Отто фон Ґеріке
- 1698 рік: паровий двигун — Томас Савері

### XVIII століття

#### 1700-ті роки

Схема роботи парового двигуна Ньюкомена, 1705. Пару зображено рожевим, воду — блакитним.

- 1701 рік: рядкова сівалка — Джетро Талл[en]
- 1703 рік: газовий термометр — Гійом Амонтон
- 1705 рік: поршневий паровий двигун — Томас Ньюкомен
- 1709 рік: фортепіано — Бартоломео Крістофорі ді Франческо

#### 1710-ті роки
- 1710 рік: термометр — Рене Антуан Реомюр
- 1711 рік: камертон — Джон Шор
- 1714 рік: ртутний термометр — Габрієль Фаренгейт

#### 1720-ті роки
- Прототип велосипеда у Франції

#### 1730-ті роки
- 1730 рік: секстант — Томас Ґодфрі[en]
- 1731 рік: секстант — Джон Гедлі[en]
- 1733 рік: роликовий човник — Джон Кей[en]

#### 1740-ві роки
- 1742 рік: піч Франкліна — Бенджамін Франклін

#### 1750-ті роки
- 1750 рік: плоскодонка[en] — Якоб Йодер[en]
- 1752 рік: громовідвід — Бенджамін Франклін

#### 1760-ті роки
- 1762 рік: виплавка заліза — Джейрд Еліот[en]
- 1767 рік: прядильна машина — Джеймс Харгрівз

газована вода — Джозеф Прістлі
- 1769 рік: паровий двигун — Джеймс Ватт

кільцева прядильна машина — Річард Аркрайт

#### 1770-ті роки
- 1775 рік: підводний човен — Девід Бушнел[en]
- 1777 рік: кард-машина — Олівер Еванс

циркулярна пила — Самуель Міллер
- 1779 рік: мюль-машина — Самуель Кромптон

#### 1780-ті роки
- 1783 рік: багатотрубний паровий двигун — Джон Стівенс

парашут — Жан П'єр Бланшар
монгольф'єр — брати Монгольф'є
- 1784 рік: біфокальні окуляри — Бенджамін Франклін

шрапнель — Генрі Шрапнель
- 1785 рік: механічний ткацький верстат — Едмунд Картрайт

потокова лінія — Олівер Еванс
- 1787 рік: неконденсуючий паровий двигун високого тиску — Олівер Еванс

#### 1790-ті роки

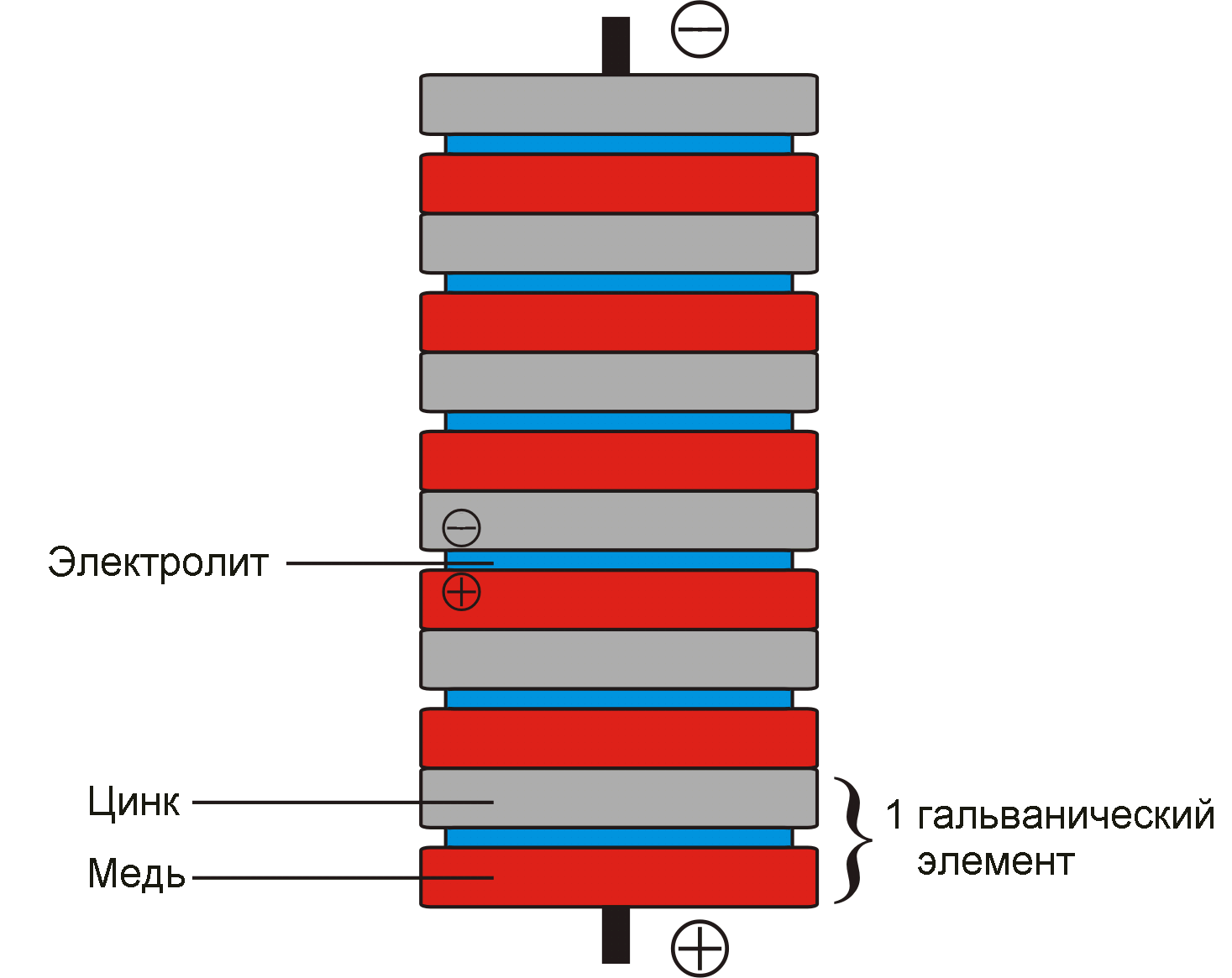
Вольтів стовп винайдений в 1800.

- 1790 рік: машина для автоматичної нарізки і забивання цвяхів — Якоб Перкінс
- 1791 рік: пароплав — Джон Фітч

зубний протез — Нікола Дюбуа де Шаман
- 1793 рік: волокновідділювач — Елі Вітні

оптичний телеграф — Клод Шапп
- 1797 рік: чавунний плуг — Чарльз Нюболд
- 1798 рік: вакцинація — Едвард Дженнер

літографія — Йоганн Зенефельдер
- 1799 рік: сівалка — Еліаким Спунер
- 1800 рік: «вольтів стовп» — перший гальванічний елемент — Алессандро Вольта

### XIX століття

#### 1800-ті роки

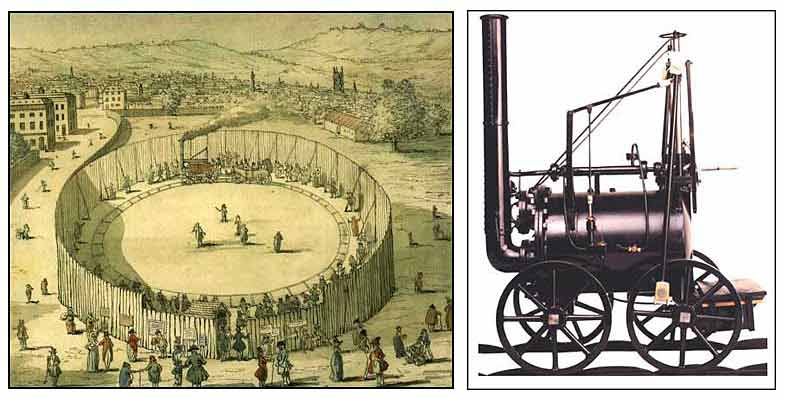
Паровоз Тревітіка і кільцева дорога-атракціон для його демонстрації (1804)

- 1801 рік: жакардовий ткацький верстат — Жозеф Марі Жаккар
- 1802 рік: гребний гвинт — Джон Стівенс (John Stevens)

газова плита — (Zachaus Andreas Winzler)
- 1803 рік: електричне дугове зварювання — Василь Володимирович Петров
- 1804 рік: паровоз — Річард Тревітік
- 1805 рік: підводний човен «Наутілус» — Роберт Фултон

холодильник — Олівер Еванс
- 1806 рік: двигун внутрішнього згоряння — Франсуа Ісаак де Ріваз[en]
- 1807 рік: пароплав — Роберт Фултон
- 1808 рік: стрічкова пилка — Вільям Ньюберрі

#### 1810-ті роки
- 1812 рік: метроном — Дітрих Вінкель[en]

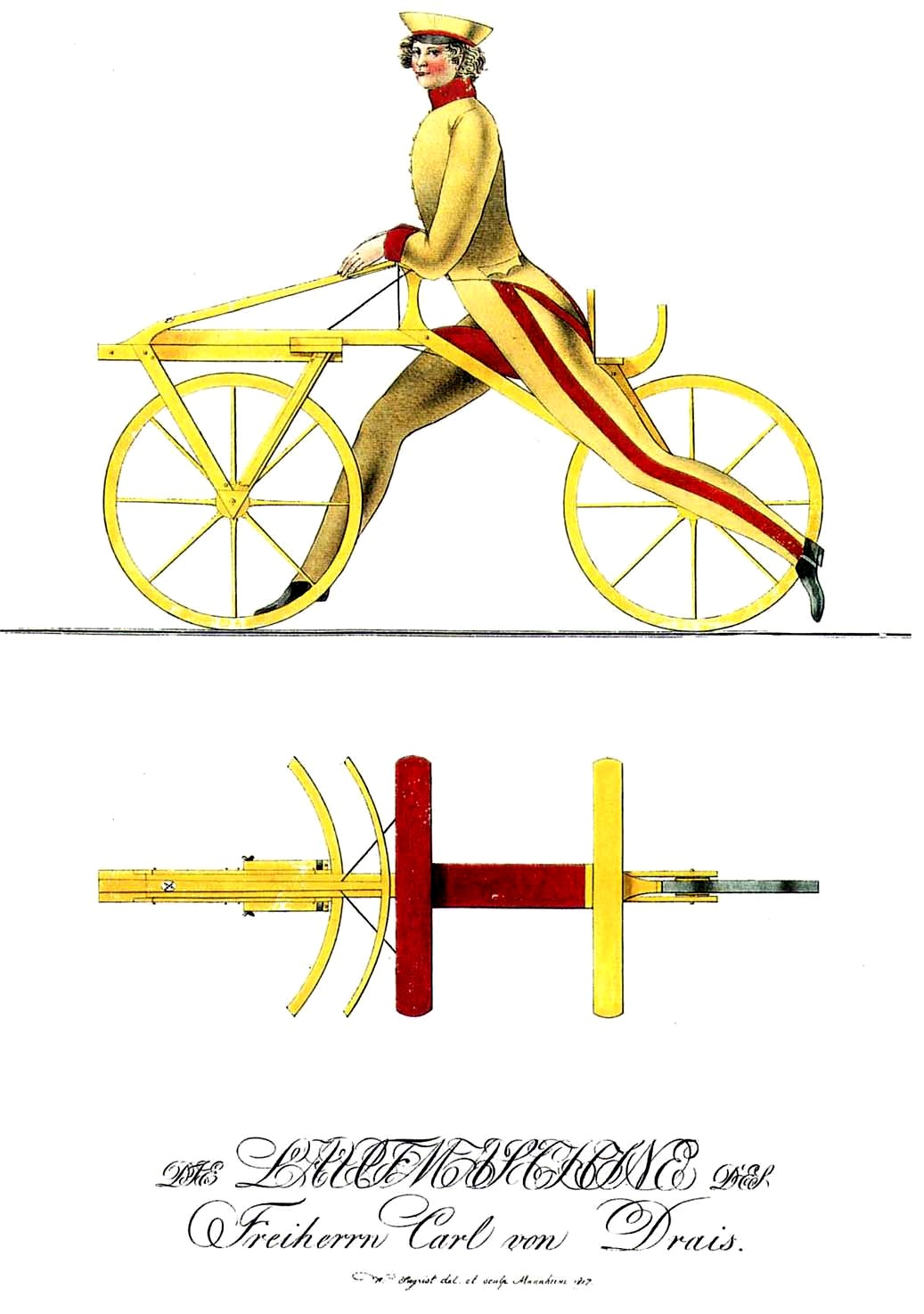
«Машина для ходьби» Карла Дреза, 1817

- 1814 рік: паровоз «Блюхер» — Джордж Стефенсон
- 1816 рік: безпечна шахтарська лампа (лампа Деві) — Гемфрі Деві

двигун Стірлінга — Роберт Стірлінг
стетоскоп — Рене Лаенек
- 1817 рік: калейдоскоп — Девід Брюстер

самокат — Карл Дрез
- 1819 рік: казеннозарядна кременева рушниця — Джон Голл[en]

#### 1820-ті роки
- 1821 рік: електродвигун — Майкл Фарадей
- 1824 рік: портландцемент — Джозеф Аспдін[en]
- 1825 рік: електромагніт — Вільям Стерджен
- 1826 рік: фотографія — Жозеф Нісефор Ньєпс

двигун внутрішнього згоряння — Семюел Морі
- 1827 рік: гребний гвинт — Джозеф Рессел

Сірники: Джон Вокер

#### 1830-ті роки
- 1830 рік: газонокосарка — Едвін Бадінг[en]

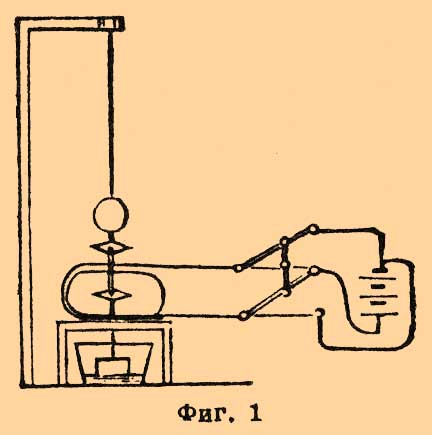
Схема телеграфу Шиллінга (1832).

- 1831 рік: електромагніт з декількома обмотками — Джозеф Генрі

акустичний магнітний телеграф: Джозеф Генрі (запатентував в 1837)
електрогенератор: Майкл Фарадей, Аньош Єдлик
- 1832 рік: телеграф — Шиллінг Павло Львович[5]
- 1833 рік: механічний комп'ютер (аналітична машина) — Чарлз Беббідж

електродвигун постійного струму — Томас Девенпорт
- 1834 рік: наждачний папір — запатентовано Ісааком Фішером-молодшим

шрифт Брайля — Луї Брайль
- 1835 рік: фотографія — Вільям Тальбот

револьвер — Семюел Кольт
абетка Морзе — Семюел Морзе
електромагнітне реле — Джозеф Генрі
- 1836 рік: Семюел Кольт отримує патент на револьвер системи Кольт (24 лютого)

вдосконалений гвинтовий пропелер — Джон Ерікссон
швацька машина — Йозеф Мадершпергер
- 1837 рік: фотографія-дагеротип — Луї Дагер

перший в США електричний друкарський верстат — Томас Девенпорт (25 лютого)
сталевий плуг — Джон Дір
водолазний костюм — Август Зібе
телескопічний об'єктив — Йозеф Петцваль
- 1838 рік: електричний телеграф Чарльза Вітстона (і Семюела Морзе)

закритий водолазний костюм з шоломом — Август Зібе
- 1839 рік: вулканізація каучуку — гума — Чарлз Гуд'їр

велосипед: Кіркпатрік Макміллан

#### 1840-ві роки

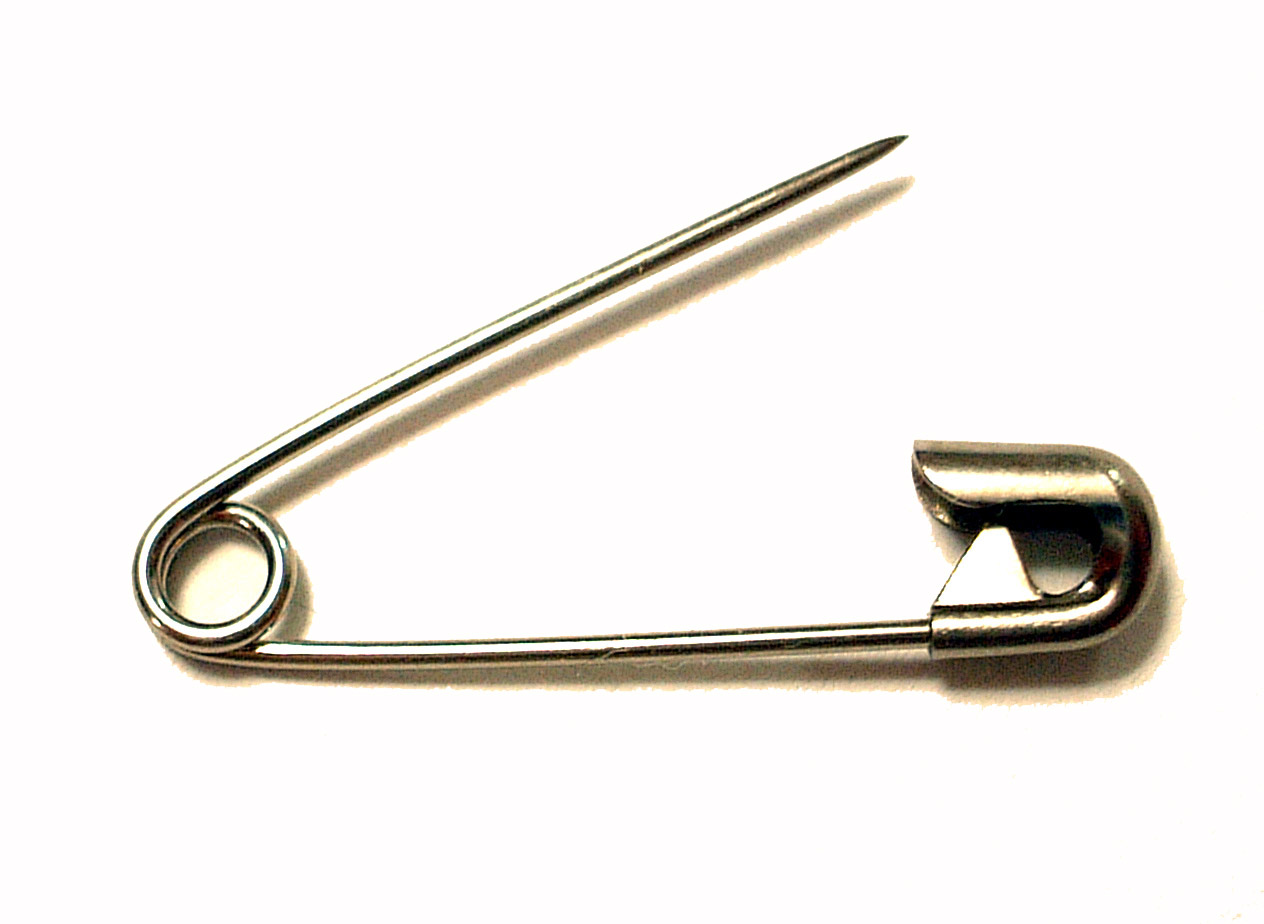
Англійська шпилька.

- 1840 рік: мінеральні добрива — Юстус фон Лібіх
- 1842 рік: анестезія — Кроуфорд Лонг[en]
- 1843 рік: друкарська машинка — Чарльз Сарбер[en]

факсимільний апарат — Александр Бейн (винахідник)
апарат для створення морозива — Ненсі Джонсон
- 1845 рік: портландцемент — Вільям Аспдін[en]

двокамерна пневматична шина — Роберт Томсон
- 1846 рік: швейна машинка — Еліас Хоу

ротаційний друкарський верстат — Річард Хоу
- 1849 рік: англійська шпилька — Волтер Хант[en]

турбіна Френсіса (радіально-осьова турбіна) — Джеймс Френсіс

#### 1850-ті роки

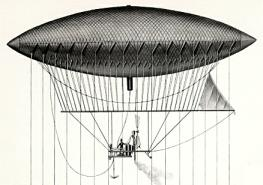
Дирижабль Жіффара, 1852.

- 1852 рік: дирижабль — Анрі Жіффар

ліфт — Еліша Грейвз Отіс
гіроскоп — Леон Фуко
- 1853 рік: планер — сер Джордж Кейлі

технологія промислової переробки нафти та озокериту — Йоган Зег
- 1855 рік: бунзенівський пальник — Роберт Бунзен

бесемерівський процес — Генрі Бессемер
- 1856 рік: целулоїд — Олександр Паркс[en]
- 1858 рік: підводний телеграфний кабель — Фредерік Ньютон Джізборн[en]

Взуттєва швацька машинка — Ліман Блейк
Банка для консервації з кришкою, що загвинчується — Джон Мейсон
- 1859 рік: нафтогазова бурова установка — Едвін Дрейк

#### 1860-ті роки
- 1860 рік: лінолеум — Фреднік Вальтон

автоматична рушниця — Олівер Вінчестер, Крістофер Спенсер
саморушна торпеда — Джованні (Іван) Луппіс
- 1861 рік: броненосець USS Monitor — Джон Ерікссон

регенеративна піч Сименса — Вернер фон Сіменс
- 1862 рік: картечниця Гатлінга — Річард Гатлінг

механічний підводний човен — Нарсіс Мунтуріол
пастеризація — Луї Пастер, Клод Бернар
- 1863 рік: самограюче піаніно — Генрі Форнукс
- 1864 рік: прототип друкарської машинки — Пітер Міттергофер[de]
- 1865 рік: компресійний холодильник — Тодеус Лов[en]
- 1866 рік: динаміт — Альфред Нобель
- 1868 рік: перша сучасна друкарська машинка — Крістофер Шоулз, Карлос Гліден[en]

пневматичні гальма паровоза —Джордж Вестінгауз
маргарин — Іполит Меже-Мур'є
- 1869 рік: пилосос — Ів Мак Гаффі[nl]

#### 1870-ті роки
- 1870 рік: чарівний ліхтар — проєктор — Генрі Хейл

тікерний апарат — Томас Едісон
мобільний бензиновий двигун, автомобіль — Зігфрід Маркус
- 1871 рік: кабельний вагон — Ендрю Сміт Холіді[en]

пневматичний бур — Сімон Інгерсол
- 1872 рік: целулоїд (вдосконалення) — Джон Хаятт

рахункова машина — Едмунд Барбор
- 1873 рік: колючий дріт — Джозеф Глідден

залізничний автозчепний пристрій — Елі Джанней
сучасний двигун постійного струму — Зеноб Ґрамм
- 1874 рік: вуличний електромобіль — Стефен Дадл Філд
- 1875 рік: електрогенератор постійного струму — Вільям Ентоні[en]
- 1876 рік: телефон — Александер Белл

пилосос — Мелвілль Біссел
бензиновий карбюратор — Готтліб Даймлер
безрегуляторна дугова лампа — Яблочков Павло Миколайович
- 1877 рік: степлер — Генрі Хейл

індукційний електродвигун (основа майбутніх багатофазних моторів) — Нікола Тесла
фонограф — Томас Алва Едісон
електрозварка на вугільних електродах — Еліу Томсон
вузлов'язальна машина — Джон Апплебі
- 1878 рік: електронно-променева трубка — Вільям Крукс

діафільм — Джордж Істмен, Ганнібал Ґудвін
ребрізер — Генрі Флюсс
лампа розжарення — Джозеф Сван
- 1879 рік: турбіна Пелтона — Лестер Пелтон[en]

автомобільний бензиновий двигун — Карл Бенц
касовий апарат — Джеймс Рітті
автомобіль (запатентований) — Джордж Селден
побудовано електричний локомотив, що став прообразом електровоза і трамвая — Вернер фон Сіменс

#### 1880-ті роки
- 1880 рік: фотоплівка в рулонах — Джордж Істмен

безпечна бритва — Брати Кемпфі
сейсмограф — Джон Мілн
- 1881 рік: електрозварювальний апарат — Еліу Томсон

металошукач — Александер Белл
у передмісті Берліна пущено перший трамвай
- 1882 рік: електричний вентилятор — Шюйлер Вілер[en]

електрична праска — Генрі Сілі (Henry W. Seely), США
- 1883 рік: електродвигун змінного струму — Нікола Тесла
- 1884 рік: лінотипія — Оттмар Мергенталер

авторучка — Льюїс Вотерман
електричний трамвай — Френк Спраг, Карел Ван де Поль
диск Ніпкова — Пауль Ніпков
- 1885 рік: перший комерційний автомобіль з бензиновим двигуном — Карл Бенц

турбокомпресор бензинового двигуна внутрішнього згорання — Готтліб Даймлер
кулемет Максима («Максим») — Гайрем Стівенс Максим
мотоцикл — Готтліб Даймлер і Вільгельм Майбах
трансформатор змінного струму — Вільям Стенлі
- 1886 рік: посудомийна машина — Джозефіна Кокрейн

вдосконалений циліндр фонографа — Чарльз Тейнтер, Александер Белл
- 1887 рік: Монотип (поліграфія)[en] — Толберт Ленстон[en]

контактні лінзи — Адольф Фік, Юджин Кальт і Август Муллер
грамофон — Еміль Берлінер
автомобіль на газоліні — Готтліб Даймлер
- 1888 рік: багатофазні електричні системи змінного струму — Нікола Тесла (30 взаємозв'язаних патентів.)

малогабаритна фотокамера — Джордж Істмен
Кулькова авторучка (патент на принцип дії) — Джон Лоуд
пневматичні шини — Джон Бойд Данлоп
кінематограф — Луї Ле Пренс
- 1889 рік: автомобіль з паровим двигуном — Сільвестр Ропер[en]

#### 1890-ті роки

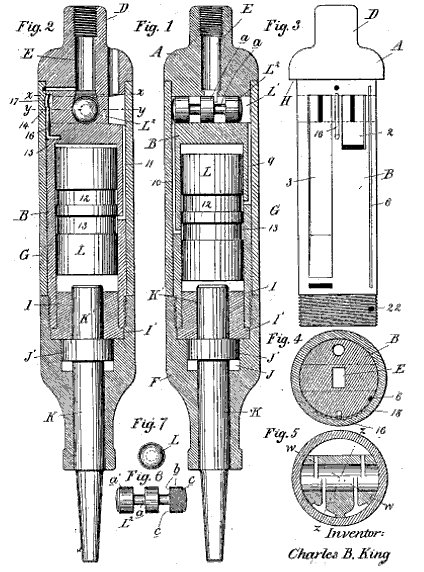
Пневматичний відбійний молоток (1890).

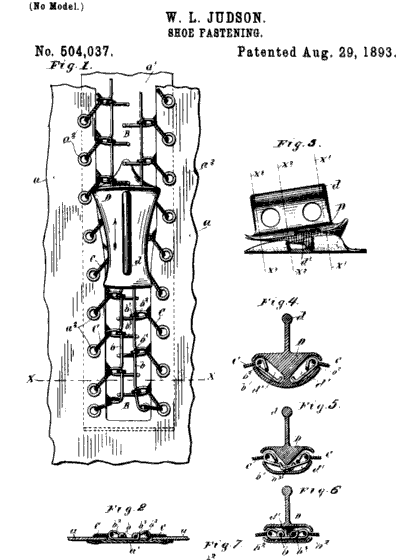
Один з перших прототипів застібки-блискавки.

- 1890 рік: пневматичний відбійний молоток[6] — Чарлз Бреді Кінг
- 1891 рік: автомобільний акумулятор — Вільям Морісон

застібка-блискавка — Вітком Джадсон
промисловий крекінг нафти — Володимир Шухов, С. П. Гаврилов
карборунд — Едвард Гудріч Ачесон
- 1892 рік: кольорова фотографія — Фредерік Айвес[en]

автоматична телефонна станція — Алмон Строуджер
- 1893 рік: півтонова фототипія — Фредерік Айвес[en]

виробництво лимонної кислоти — К. Вехмер
радіопередавач — Нікола Тесла
- 1895 рік: фантоскоп[en] (кінопроєктор) — Чарльза Дженкінса[en]

дизельний двигун — Рудольф Дізель
радіоприймач — Гульєльмо Марконі
кукурудзяні пластівці — Генрі Перкі
- 1896 рік: Вітаскоп[en] (кінопроєктор) — Томас Армат[en]

парова турбіна — Чарльз Гордон Куртіс
автоматична електрична плита — Вільям Гедевей
- 1897 рік: дизельний двигун — Рудольф Дізель

система запалювання в ДВЗ типу магнето — Роберт Бош і Фредерік Річард Сіммс
уповільнена кінозйомка — Жорж Мельєс
- 1898 рік: радіокероване судно — Нікола Тесла
- 1899 рік: автомобільний стартер — Клайд Колеман

магнітний запис на дріт — Вальдемар Поульсен
газова турбіна — Чарльз Гордон Куртіс

### XX століття
Див. ще: Історія винаходів 20 століття

#### 1900-ті роки
- 1900 рік: Цепелін (жорсткий дирижабль) — Фердинанд фон Цеппелін

перша передача голосу по радіо — Реджинальд Фессенден
самопідігрівні консерви
- 1901 рік: ртутна лампа — Пітер Хювіт[en]

скріпка — Юхан Волер
вакуумний пилосос — Губерт Сесіл Бут
- 1902 рік: перший трансатлантичний сеанс радіозв'язку — Гульєльмо Марконі

радіотелефон — Вальдемар Поульсен, Реджинальд Фессенден
віскоза — Артур Літтл
кондиціонування повітря — Вілліс Керріер
- 1903 рік: електрокардіограф — Віллем Ейнтговен

моноплан з двигуном — Річард Пірс
літак, керований аероплан з двигуном — Брати Райт
теплохід (танкер Вандал) — фірма «Товариство братів Нобель»
- 1904 рік: лампа з термокатодом[en] (електровакуумний діод) — Джон Амброз Флемінг

електричний з'єднувач — Гарві Габбелл
електрична пральна машина
- 1905 рік: діод — Джон Амброз Флемінг
- 1906 рік: тріод — Лі де Форест
- 1907 рік: підсилювач радіосигналу — Лі де Форест

- 1908 рік: гірокомпас — Герман Аншютц-Кемпфе[en], Ельмер Амброз Сперрі

синтез аміаку — Фріц Габер
- 1909 рік: бакеліт — Лео Бакеланд

глушник для вогнепальної зброї — Гайрем Персі Максим
тостер — компанія «Дженерал Електрик»

#### 1910-ті роки
- 1910 рік: тепловий реактивний двигун — Анрі Коанда

гідроплан — Анрі Фабр
- 1911 рік: автомобільний стартер (вдосконалений) — Чарлз Кеттерінг

надпровідність — Гейке Камерлінг-Оннес
целофан — Жак Едвін Бранденбергер
газотермічне напилення — Макс Ульріх Шооп
- 1912 рік: регенеративний радіоприймач — Едвін Армстронг
- 1913 рік: кросворд — Артур Вінн

вдосконалена рентгенівська трубка — Вільям Кулідж
лічильник Гейгера — Ганс Вільгельм Гейгер
перший ламповий передавач — Александр Мейснер
гетеродинний радіоприймач — Реджинальд Фессенден
- 1914 рік: тріодна модифікація радіопередавача Ернеста Александрсона

рідинний реактивний двигун — Роберт Ґоддард
танк — Ернест Свінтон
- 1915 рік: вдосконалена (покрита торієм) вольфрамова нитка розжарення — Ірвінг Ленгмюр

протигаз — Микола Зелінський
прожектор — Елмер Сперрі
- 1916 рік: пістолет системи Браунінг — Джон Браунінг

автомат Томпсона — Джон Томпсон
газова лампа розжарення — Ірвінг Ленгмюр
- 1917 рік: гідролокатор — Поль Ланжевен
- 1918 рік: супергетеродин — Едвін Армстронг

синхронізатор стрільби кулемета крізь пропелер — Антон Фоккер
кварцовий генератор — Александер Ніколсон
автоматичний тостер — Чарльз Страйт
- 1919 рік: терменвокс — Лев Термен

перша ліцензована радіостанція (техніка) KDKA (AM), Пенсільванія, США

#### 1920-ті роки
- 1922 рік: радар — Роберт Ватсон-Ватт

технологія техніколор — Герберт Калмус
водні лижі — Ральф Самуельсон
- 1923 рік: звукове кіно — Лі де Форест

електронна система телебачення — Філо Фарнсуорт
аеродинамічна труба змінної густини — Макс Мунк
автожир (гіроплан) — Хуан де Ла Сьєрва
ксенонова лампа-спалах — Гарольд Еджертон
абсорбційна холодильна машина — Бальцер фон Платен і Карл Мунтерс, Швеція
- 1925 рік: ультрацентрифуга — Теодор Сведберг

іконоскоп — Володимир Зворикін
синхронізоване передавання зображення і звуку — Чарльз Френсіс Дженкінс
- 1926 рік: електромеханічне телебачення — Джон Берд

аерозольний балон — Rotheim
- 1927 рік: бавовнозбиральна машина[en] — Джон Раст (англ. John Daniel Rust)

кінокамери для сповільненої кінозйомки, зйомок кругової панорами, під мікроскопом, а також підводної кінозйомки — Артур Пілсбері
- 1928 рік: автоматична хліборізна Отто Роведдер[en]

електробритва Джейкоб Шик
антибіотики Александер Флемінг
- 1929 рік: електроенцефалограф (ЕЕГ) Ганс Бергер

рентгенівська кінокамера — Артур Пілсбері

#### 1930-ті роки
- 1930 рік: неопрен — Воллес Карозерс
- 1931 рік: радіотелескоп — Ґроут Ребер

електронний мікроскоп — Ернст Руска
аерогель — Стівен Кістлер
- 1932 рік: поляроїдне скло — Едвін Ленд
- 1933 рік: частотна модуляція — Едвін Армстронг

скловолокно — Ґеймс Слейтер
- 1935 рік: мікрохвильовий радар — Роберт Ватсон-Ватт

спектрофотометр — Артур Гарді
казеїнове волокно — англ. Earl Whittier Stephen
- 1937 рік: реактивний двигун — Ганс фон Охайн

нейлон — Воллес Карозерс, компанія DuPont
- 1938 рік:

комп'ютер — одночасно Конрад Цузе (Німеччина) і Джон Атанасов (США)
ксерографія — Честер Карлсон
ЛСД LSD-25 — Альберт Хоффман
- 1939 рік — FM-радіо: Едвін Армстронг

вертоліт: Ігор Сікорський (перші гелікоптери - 1908-1912 роки)

#### 1940-ві роки
- 1942 рік — гранатомет Базука

реактивний літак у США
фломастер — Юкіо Хорі
підводний нафтопровід
- 1943 рік: акваланг — Жак-Ів Кусто

комп'ютер — Томас Флаверс
- 1945 рік: атомна бомба
- 1946 рік: мікрохвильова піч — Персі Спенсер

електронна обчислювальна машина ENIAC
- 1947 рік: транзистор — Вільям Шоклі, Волтер Браттейн, Джон Бардін

фотоапарат «Полароїд» — Едвін Ленд
- 1948 рік: довгограюча платівка — Пітер Ґолдмарк[en]
- 1949 рік: атомний годинник

пластмасові кубики LEGO
перші верстати з ЧПК

#### 1950-ті роки
- 1951 рік: рідкий коректор[en] — Бетт Грем
- 1952 рік: термоядерний заряд — Едвард Теллер і Станіслав Улям

судно на повітряній подушці — Крістофер Кокрелл
- 1953 рік: термоядерна бомба — інститути і відділи Академії наук СРСР

мазер (квантовий генератор) — Чарлз Таунс
ультразвукове дослідження
- 1954 рік: радіо на транзисторах (США)

перша атомна електростанція
геодезичний купол — Бакмінстер Фуллер
- 1955 рік: застібка-липучка — Жорж де Местраль[en]
- 1957 рік: судно з водометним рушієм[en] — Вільям Гамільтон[en]

штучний супутник Землі — Радянський Союз
електроенцефалографічна топографія — Вільям Ґрей Волтер
бульбашкова упаковка — Альфред Філдінг (Alfred Fielding) і Марк Шаван (Marc Chavannes)
- 1958 рік: інтегральна мікросхема — Джек Кілбі з Texas Instruments, Роберт Нойс з Fairchild Semiconductor

локшина швидкого приготування — Андо Момофуку
- 1959 рік: імплантований кардіостимулятор — Siemens-Elema

сучасний снігохід — Жозеф-Арман Бомбардьє
прототипи МЕМС (мікроелектромеханічні системи)

#### 1960-ті роки
- Рідкокристалічний дисплей
- 1960 рік: лазер — Теодор Майман, лабораторія Hughes Aircraft
- 1961 рік: орбітальний обліт Землі — Юрій Гагарін
- 1962 рік: супутники зв'язку — Артур Кларк

світлодіод — Нік Голоняк
- 1963 рік: гіпертекст — Тед Нельсон

комп'ютерна миша — Дуглас Енгельбарт
- 1968 рік: гральна консоль — Ральф Баєр

токамак
- 1969 рік: ARPANET, попередник мережі Internet

#### 1970-ті роки
- 1970 рік: волоконна оптика
- 1971 рік: електронна пошта — Рей Томлінсон

мікропроцесор
мікрокалькулятор
відображення магнітного резонансу — Реймонд В. Дамадян
- 1972 рік: комп'ютерна томографія — Годфрі Гаунсфілд

перша рекомбінатна ДНК Пол Берг
- 1973 рік: Ethernet — Роберт Меткалф та Девід Боґґс[en]

радіочастотний ідентифікатор (RFID)
мобільний телефон — Мартін Купер
- 1974 рік: прямопотоковий повітрянореактивний двигун надзвукового горіння

перший тестовий супутник для GPS (Глобальна система позиціювання)
- 1975 рік: цифрова фотокамера — Steven Sasson
- 1975 рік: перший комерційно успішний персональний комп'ютер[9] Altair 8800 — Ед Робертс
- 1976 рік: гортекс — Білл Гор[en]
- 1977 рік: електропровідні полімери — Алан Хігер
- 1978 рік: плеєр лазерних дисків — Philips

завдяки біотехнології став вироблятися дешевий інсулін
- 1979 рік: мобільний телефон
- крилата ракета «Томагавк» (перша комп'ютеризована крилата ракета)

#### 1980-ті роки
- 1981 рік: Xerox Star — перший комп'ютер з графічним інтерфейсом користувача WIMP

Скануючий тунельний мікроскоп — Ґерд Бінніґ, Генріх Рорер
- 1982 рік: компакт-диск — Sony і Philips

перша імплантація штучного серця Jarvic-7 (запатентовано в 1963)
- 1983 рік: караоке

Internet Protocol на основі якого було створено Інтернет
Domain Name System — Пол Мокапетріс
- 1984 рік: автоматичний визначник номера[ru] (АВН)

попкорн для мікрохвильових печей
- 1985 рік: полімеразна ланцюгова реакція — Кері Малліс
- 1986 рік: хлібопіч (портативна кухонна машина для випікання хліба) — Matsushita Electric Industrial Company

оптичний пінцет — Артур Ешкін
атомно-силовий мікроскоп — Ґерд Бінніґ, Келвін Квейт і Крістоф Гербер
спам
фотонні кристали
- 1988 рік: 3D-принтер
- 1989 рік: Всесвітня павутина — Тім Бернерс-Лі

#### 1990-ті роки
- 1990 рік: флеш-пам'ять — Фудзі Масуока[en]

органічні світлодіоди (OLED-технологія) — Чинг Танг, Стівен Ван Слайк
- 1991 рік: генетично модифікована соя, стійка до гербіцидів

вуглецеві нанотрубки — Суміо Іїдзіма
патент на стандарт IEEE 802.11 компанії CSIRO в Австралії (Wi-Fi)
- 1995 рік: диск DVD

технологія Вікі — Ворд Каннінгем
- 1996 рік: інтерфейс USB

клонування ссавців — Ян Вілмут
програма миттєвого обміну текстовими повідомленнями ICQ
- 1997 рік: блог (он-лайновий щоденник)
- 1998 рік: нанотранзистор — Сеєз Деккер

стандарт IEEE 802.15 (Bluetooth)
- 1999 рік: нейроелектронний інтерфейс — транзистор і нейрон обмінюються сигналами

## Третє тисячоліття н. е

### XXI століття

#### 2000-ні роки
- 2000 рік: прототипи роботів для домашнього господарства — Sony, Honda

проєктор відеозображення на сітківку ока
- 2001 рік: цифрове супутникове радіо

автономне штучне серце — Abiomed
гнучкий дисплей
«розумний пил» (розподілена мережа мініатюрних сенсорів) — Університет Берклі, Каліфорнія
автомобіль, що працює на водні (H2)
- 2002 рік: штучна сітківка ока

проєкційна клавіатура
«розумні» лижі з активною комп'ютерною стабілізацією
- 2003 рік: 3D-дисплей

інтерфейс керування об'єктами власною уявою (без імплантації електродів)
електромеханічний нанодвигун — Алекс Цеттль
цифрові відеокамери в мобільних телефонах
- 2004 рік: нейро-комп'ютерний інтерфейс — Інститут Макса Планка

гнучкі сонячні батареї
перший нейтронний мікроскоп N IST
атомний годинник на мікрочипі
польовий транзистор на вуглецевій нанотрубці — Infineon
- 2005 рік: цифровий синтезатор ароматів — Японія

кремнієві мікророботи з живими м'язами
прототип одномолекулярного польового транзистора
самовідтворюваний робот
електронний папір
- 2006 рік: настільний 3D-сканер

електронний ніс
автономна мобільна наномашина
терагерцовий транзистор
самовідновлювані фарби і покриття
- 2007 рік: перетворювач механічної вібрації в електроенергію для нанопристроїв[14] — Технологічний інститут Джорджії

комп'ютерні системи розпізнавання облич, що перевершують можливості людини
інтерфейс для зчитування напряму погляду людини
безпровідне заряджання акумуляторів мобільних пристроїв
поляритонний лазер, що працює при кімнатній температурі
- 2008 рік: штучна хромосома — Крейг Вентер

осцилограф, що дозволяє в деталях вивчати профіль ультракоротких світлових спалахів
наноматеріали, що безпосередньо перетворюють радіацію в електрику
мемристор
- 2009 рік: передача думки в Інтернет — університет Вісконсина

великий адронний колайдер
використання ГМ вірусів для виробництва батарейок — Массачусетський технологічний інститут
перший плавучий вітряк (турбіна)
мономолекулярний діод
зарядний пристрій на метанолі
невидимий вентилятор (вентилятор без лопатей)
самовідновлювана електроніка
штучні протези артерій зі здатністю до пульсації
перший біологічний 3D-принтер